# Marvin Sapp
Pour les articles homonymes, voir Sapp.
 (septembre 2022).
La mise en forme du texte ne suit pas les recommandations de Wikipédia : il faut le « wikifier ».
Les points d'amélioration suivants sont les cas les plus fréquents. Le détail des points à revoir est peut-être précisé sur la page de discussion.
- Les titres sont pré-formatés par le logiciel. Ils ne sont ni en capitales, ni en gras.
- Le texte ne doit pas être écrit en capitales (les noms de famille non plus), ni en gras, ni en italique, ni en « petit »…
- Le gras n'est utilisé que pour surligner le titre de l'article dans l'introduction, une seule fois.
- L'italique est rarement utilisé : mots en langue étrangère, titres d'œuvres, noms de bateaux, etc.
- Les citations ne sont pas en italique mais en corps de texte normal. Elles sont entourées par des guillemets français : « et ».
- Les listes à puces sont à éviter, des paragraphes rédigés étant largement préférés. Les tableaux sont à réserver à la présentation de données structurées (résultats, etc.).
- Les appels de note de bas de page (petits chiffres en exposant, introduits par l'outil «  Source ») sont à placer entre la fin de phrase et le point final[comme ça].
- Les liens internes (vers d'autres articles de Wikipédia) sont à choisir avec parcimonie. Créez des liens vers des articles approfondissant le sujet. Les termes génériques sans rapport avec le sujet sont à éviter, ainsi que les répétitions de liens vers un même terme.
- Les liens externes sont à placer uniquement dans une section « Liens externes », à la fin de l'article. Ces liens sont à choisir avec parcimonie suivant les règles définies. Si un lien sert de source à l'article, son insertion dans le texte est à faire par les notes de bas de page.
- La présentation des références doit suivre les conventions bibliographiques. Il est recommandé d'utiliser les modèles {{Ouvrage}}, {{Chapitre}}, {{Article}}, {{Lien web}} et/ou {{Bibliographie}}. Le mode d'édition visuel peut mettre en forme automatiquement les références.
- Insérer une infobox (cadre d'informations à droite) n'est pas obligatoire pour parachever la mise en page.

Pour une aide détaillée, merci de consulter Aide:Wikification.
Si vous pensez que ces points ont été résolus, vous pouvez retirer ce bandeau et améliorer la mise en forme d'un autre article.
Marvin Sapp, né le 28 janvier 1967 à Grand Rapids, est un auteur-compositeur-interprète américain de musique gospel. Il collabore avec le groupe Commissioned dans les années 1990 avant de commencer une carrière solo. Sapp est également le fondateur et l'ancien pasteur principal de l'église Lighthouse Full Life Center, située à Grand Rapids, dans le Michigan. Il enregistre le single « Perfect Peace » en 1995.
Depuis le 17 novembre 2019, il est pasteur principal de l'église The Chosen Vessel de Fort Worth, au Texas.

## Enfance et éducation
Né et élevé à Grand Rapids, dans l'état du Michigan, Marvin Louis Sapp Sr. commence à chanter à l'église à l'âge de quatre ans. Tout au long de son adolescence, il chante avec un certain nombre de groupes de gospel. Il étudie à l'Aenon Bible College d'Indianapolis, en Indiana. Il abandonne ses études après avoir été invité par le chanteur de Gospel Fred Hammond à chanter avec le groupe Commissioned en 1990 à la suite du départ de Keith Staten. Marvin Sapp apparaît dans plusieurs albums du groupe : Number 7, Matters of the Heart et Irreplaceable Love. il quitte le groupe en 1996 et est remplacé par Marcus R. Cole.

## Carrière solo
En 1996 Sapp s'impose en tant qu'artiste solo de gospel contemporain et enregistre sept albums. Il connait son premier succès avec la sortie du mix Never Would Have Made It issu de l'album Thirsty en 2007. Le titre arrive 14e au classement Billboard Hot R&B/Hip-Hop Songs, puis 82e au classement Billboard Hot 100 et 1er au classement Billboard Hot Gospel Songs. L'album fait ses débuts en étant 28e du classement du Billboard 200, puis 4e du classement du Billboard américain Top R&B / Hip-Hop Albums avant de prendre la tête du classement du Billboard américain Top Gospel Albums. Sapp atteint la certification or du classement de la RIAA à la suite de la vente de l'album à plus de 500 000 exemplaires. Il s'agit de l'album le plus vendu de Sapp durant sa carrière solo, avec plus de 712 000 exemplaires écoulés. En 2009, Sapp remporte les sept Gospel Stellar Awards pour lesquels il a été nommé.
Marvin Sapp enregistre la suite de l'album Thirsty, Here I Am, le 16 octobre 2009 dans l'église Resurrection Life Church à Wyoming dans le Michigan. L'album sort le 16 mars 2010 et il devient l'artiste gospel le mieux classé de tous les temps en 54 ans d'histoire de Billboard en matière de suivi des ventes d'albums. En vendant environ 76 000 exemplaires de l'album Here I Am la première semaine de sa sortie, l'album fait ses débuts en seconde place du classement Billboard 200. Le single principal de Here I Am, The Best in Me, co-écrit par le producteur de l'album, Aaron Lindsey (avec Israel Houghton), atteint la 14e place du classement Billboard Hot R&B/Hip-Hop Songs. Il est le 1er du classement Billboard des Gospel Songs, et atteint la 20e place (une montée en flèche) dans le classement de Billboard d'Urban AC. Le 15 janvier 2011, Marvin Sapp arrive en tête de la liste des gagnants lors de la 26e édition des Stellar Gospel Music Awards.

### Ministère
En 2003, Sapp et sa femme fondent l'église Lighthouse Full Life Center Church à Grand Rapids, dans le Michigan. Le 17 novembre 2019, Sapp est devenu pasteur principal de l'église The Chosen Vessel à Fort Worth, au Texas.

## Vie privée
Sapp est le veuf de MaLinda Sapp, qui était la pasteure administrative de son église Lighthouse Full Life Center. MaLinda est décédée le 9 septembre 2010 à la suite de complications d'un cancer du côlon. Ils ont eu trois enfants, Marvin II, Mikaila et Madisson. Le 21 mars 2009, Sapp s'est engagé auprès du chapitre des anciens de Grand Rapids de la fraternité Kappa Alpha Psi. 

## Discographie
- Marvin Sapp (1996)
- Grace & Mercy (1997)
- Nothing Else Matters (1999)
- I Believe (2002)
- Diary of a Psalmist (2003)
- Be Exalted (2005)
- Thirsty (2007)
- Here I Am (2010)
- I Win (2012)
- You Shall Live (2015)
- Close (2017)
- Chosen Vessel (Live) (2020)

## Récompenses

### Doctorats honorifiques
Il a reçu deux doctorats honorifiques de la part d'institutions non certifiées, dont un doctorat en théologie du Aenon Bible College et un doctorat en ministère de la Friends International Christian University.

### Billboard Music Awards
| Année | Nommé                               | Nomination               | Résultat |
| ----- | ----------------------------------- | ------------------------ | -------- |
| 2021  | Marvin Sapp, "Thank You For It All" | Meilleure chanson gospel | Nommé    |

### Récompenses BET
| Année | Nomination              | Résultat |
| ----- | ----------------------- | -------- |
| 2008  | Meilleur artiste gospel | Remporté |
| 2010  | Meilleur artiste gospel | Remporté |

### Récompenses GMA Dove
| Année | Décerner                                                                          | Résultat |
| ----- | --------------------------------------------------------------------------------- | -------- |
| 2008  | Chanteur masculin de l'année                                                      | Nommé    |
| 2009  | Artiste de l'année                                                                | Nommé    |
| 2009  | Chanteur masculin de l'année                                                      | Nommé    |
| 2011  | Artiste de l'année                                                                | Nommé    |
| 2011  | Chanteur masculin de l'année                                                      | Nommé    |
| 2011  | Chanson enregistrée de l'année dans le gospel contemporain ("Le meilleur en moi") | Remporté |

### Grammy Awards
En 2024, au cours de sa carrière, il a reçu 11 nominations aux Grammy Awards .